# Lygniodes vampyrus
Lygniodes vampyrus är en fjärilsart som beskrevs av Fabricius 1794. Lygniodes vampyrus ingår i släktet Lygniodes och familjen nattflyn. Inga underarter finns listade i Catalogue of Life.